# Yiannis Georgiadis
Yiannis "Dan" Georgiadis (en griego: Γιάννης (Νταν) Γεωργιάδης) (Ítaca, Grecia, 1922 - Atenas, Grecia, 18 de enero de 1998) fue un futbolista y entrenador griego. Destacó en Rumania como atleta de pista y campo, jugador de fútbol, jugador de rugby, jugador de balonmano y entrenador de fútbol de equipos y selecciones nacionales.

## Biografía
Nació en Ítaca, Grecia, en 1922, pero pasó su infancia en Atenas. Estudió en Bucarest donde se graduó. En Rumania destacó con el deporte, consiguiendo varias medallas de oro en pentatlón internacional de 1947 en Bucarest.
Fue el portero de la Juventus Bucureşti, en Rumania. Participó en la Liga Nacional de Rumania y en la Liga rumana de Voleibol, simultáneamente. En 1947 regresó a Grecia para jugar en el Panathinaikos, pero solo jugó tres partidos debido a una dislocación en la mano que le obligó a dejar el fútbol en 1948 a la edad de 26 años, para luego volver en 1957 esta vez como entrenador a probar suerte en Sudamérica.
En un reportaje en la revista argentina El Gráfico, dijo haberse graduado como director técnico de fútbol en Fráncfort (Alemania) en 1946, como doctor en Economía por la Universidad de Bucarest (Rumania) en 1947 y en Psicología Aplicada en la Universidad de Bolonia (Italia) en 1948. Tuvo dos hijos argentinos.
Dirigió a varios clubes en Perú, Argentina, Bolivia, Paraguay, Chile, Grecia, Suiza y España. También dirigió a las selecciones nacionales de Haití, Perú, Bolivia, Grecia y Venezuela.

## Equipos

### Como entrenador
| Club               | País      | Año       |
| ------------------ | --------- | --------- |
| Sport Boys         | Perú      | 1957-1958 |
| Banfield           | Argentina | 1958      |
| Atlético Chalaco   | Perú      | 1959      |
| Selección nacional | Haití     | 1959-1961 |
| Ferro Carril Oeste | Argentina | 1962      |
| Bolívar            | Bolivia   | 1962      |
| Libertad           | Paraguay  | 1962-1963 |
| Santiago Wanderers | Chile     | 1963-1964 |
| Defensor Lima      | Perú      | 1964      |
| Bolívar            | Bolivia   | 1965-1968 |
| Selección nacional | Bolivia   | 1966-1967 |
| Selección nacional | Grecia    | 1968-1969 |
| Panachaiki         | Grecia    | 1969-1970 |
| Olympiacos         | Grecia    | 1970-1971 |
| La Chaux-de-Fonds  | Suiza     | 1971      |
| Sevilla            | España    | 1971-1972 |
| Alianza Lima       | Perú      | 1972      |
| AE Larisa          | Grecia    | 1974-1975 |
| Panionios          | Grecia    | 1975-1976 |
| Selección nacional | Venezuela | 1975-1977 |
| Alianza Lima       | Perú      | 1976      |
| Panionios          | Grecia    | 1978-1979 |
| Trikala            | Grecia    | 1982-1983 |
| Montreux Sports    | Suiza     | 1987      |